# 娜露潘格慕·柴辛
娜露潘格慕·柴辛（羅馬化：Narupornkamon Chaisaeng，1998年6月1日—），昵称Praew，是泰国女演员、歌手兼模特。因参加GMM Tai Hub举办的「Hormones The Next Gen」选秀大赛并成为12强的其中之一而获得一纸合约。代表作品有《荷尔蒙》第三季、《我恨你，我爱你》、《小船应该从岸边出发》等。